# Nâçerî
Nâçerî es un célebre tratado de hipología redactado en 1333, por Abou Bakr Ibn Badr Eddîn Ibn El Moundir El Baïtar, por encargo del sultan mameluco Mohamed Ibn Qalâoun, también llamado sultan Ennâcer (victorioso), de donde el nombre de Naceri (relativo a Nacer).
De todos los tratados de hipología, el Nâçerî es probablemente el más conocido, por razón de la atención que le dedicó el médico Nicolas Perron quién  publicó, entre 1852 y 1960, tres volúmenes de comentarios de la traducción del manuscrito n° 2814 de la Biblioteca nacional de Francia. Este trabajo aportó a los profesionales de la época los elementos necesarios para apoyar la creencia ya bastante fuerte en aquella época sobre la gran calidad de los « veterinarios » árabes.